# ナシル・アルシャムラニ
ナーセル・アッ＝シャムラーニー（アラビア語: ناصر الشمراني、Nasser Al-Shamrani、 1983年11月23日 - ）は、サウジアラビア・マッカ州メッカ出身の元サッカー選手。現役時代のポジションはフォワード。
日本語メディアではナセル・アル・シャムラニなどと表記されることもある。

## 来歴

### クラブ
アル・ワフダにてデビュー。順調に得点を重ね、2005年にはサウジアラビア代表にも選出された。2006年1月、AFCチャンピオンズリーグに参戦していたアル・シャバブに半年間の契約でレンタル移籍し、AFCチャンピオンズリーグでは4ゴール、リーグ戦では3ゴールを決めた。この活躍によりアル・シャバブは完全移籍での獲得を目指したが、アル・ワフダ側が拒否して2006-2007シーズンはアル・ワフダに戻ることが決定した。アル・ワフダに戻った2006-07シーズンはリーグ戦でサウジアラビア人最多の11ゴールを決め得点ランキング3位に入った。
この活躍によりアル・シャバブが5年契約および移籍金1億3千万リヤルという国内の選手に対するオファーとしては破格ともいえる条件を掲示。アル・ワフダ側が移籍を了承し、2007年夏に移籍した。2007-08シーズンが始まった当初はチームに馴染めず5試合連続無得点という内容だったが、第6節のアル・カーディシーヤ戦でハットトリックを決めてからは得点を量産し、このシーズンは自身初の得点王を獲得した。

### 代表
2015年1月9日、AFCアジアカップ2015のサウジアラビア代表メンバーだったが、怪我により離脱することが発表された。

## 個人成績
| 国内大会個人成績 | 国内大会個人成績 | 国内大会個人成績 | 国内大会個人成績                 | 国内大会個人成績 | 国内大会個人成績 | 国内大会個人成績 | 国内大会個人成績 | 国内大会個人成績 | 国内大会個人成績 | 国内大会個人成績 | 国内大会個人成績 |
| 年度             | クラブ           | 背番号           | リーグ                           | リーグ戦         | リーグ戦         | リーグ杯         | リーグ杯         | オープン杯       | オープン杯       | 期間通算         | 期間通算         |
| 年度             | クラブ           | 背番号           | リーグ                           | 出場             | 得点             | 出場             | 得点             | 出場             | 得点             | 出場             | 得点             |
| サウジアラビア   | サウジアラビア   | サウジアラビア   | サウジアラビア                   | リーグ戦         | リーグ戦         | リーグ杯         | リーグ杯         | オープン杯       | オープン杯       | 期間通算         | 期間通算         |
| ---------------- | ---------------- | ---------------- | -------------------------------- | ---------------- | ---------------- | ---------------- | ---------------- | ---------------- | ---------------- | ---------------- | ---------------- |
| 2003-04          | アル・ワフダ     | 25               | サウジ・プレミアリーグ           | 16               | 2                |                  |                  |                  |                  |                  |                  |
| 2004-05          | アル・ワフダ     | 25               | サウジ・プレミアリーグ           | 13               | 3                |                  |                  |                  |                  |                  |                  |
| 2005-06          | アル・ワフダ     | 25               | サウジ・プレミアリーグ           | 15               | 6                |                  |                  |                  |                  |                  |                  |
| 2005-06          | アル・シャバブ   | 25               | サウジ・プレミアリーグ           |                  | 3                |                  |                  |                  |                  |                  |                  |
| 2006-07          | アル・ワフダ     | 25               | サウジ・プレミアリーグ           | 18               | 11               |                  |                  |                  |                  |                  |                  |
| 2007-08          | アル・シャバブ   | 25               | サウジ・プロフェッショナルリーグ | 19               | 18               |                  |                  |                  |                  |                  |                  |
| 2008-09          | アル・シャバブ   | 25               | サウジ・プロフェッショナルリーグ | 20               | 12               |                  |                  |                  |                  |                  |                  |
| 2009-10          | アル・シャバブ   | 25               | サウジ・プロフェッショナルリーグ | 14               | 9                |                  |                  |                  |                  |                  |                  |
| 2010-11          | アル・シャバブ   | 25               | サウジ・プロフェッショナルリーグ | 23               | 17               |                  |                  |                  |                  |                  |                  |
| 2011-12          | アル・シャバブ   | 25               | サウジ・プロフェッショナルリーグ | 25               | 21               |                  |                  |                  |                  |                  |                  |
| 2012-13          | アル・シャバブ   | 25               | サウジ・プロフェッショナルリーグ | 22               | 10               |                  |                  |                  |                  |                  |                  |
| 2013-14          | アル・ヒラル     | 15               | サウジ・プロフェッショナルリーグ | 26               | 21               |                  |                  |                  |                  |                  |                  |
| 2014-15          | アル・ヒラル     | 15               | サウジ・プロフェッショナルリーグ | 22               | 13               |                  |                  |                  |                  |                  |                  |
| 通算             | サウジアラビア   | サウジアラビア   | サウジ・プレミアリーグ           |                  |                  |                  |                  |                  |                  |                  |                  |
| 通算             | サウジアラビア   | サウジアラビア   | サウジ・プロフェッショナルリーグ |                  |                  |                  |                  |                  |                  |                  |                  |
| 総通算           |                  |                  |                                  |                  |                  |                  |                  |                  |                  |                  |                  |

## タイトル

### クラブ
アル・シャバブ
- サウジ・プレミアリーグ：2回 (2005-06, 2011-12)
- サウジ・チャンピオンズ・カップ：2回 (2008, 2009)
- フェデレーションカップ：2回 (2008–09, 2009-10)

アル・ヒラル
- サウジ・チャンピオンズ・カップ：1回 (2015)
- クラウンプリンスカップ：1回 (2015-16)
- サウジ・スーパーカップ：1回 (2015)

### 個人
- サウジ・プロフェッショナルリーグ得点王：5回 (2007-08, 2008-09, 2010-11, 2011-12, 2013-14)
- サウジ・チャンピオンズ・カップ得点王：2回 (2007–08, 2008–09)
- アジア年間最優秀選手賞：1回 (2014)
- AFCチャンピオンズリーグドリーム チーム：1回 (2014)